# 노스다코타주의 대학 목록
다음은 미국 노스다코타주의 대학 목록이다.
- 마이놋 주립 대학교
- 노스다코타 주립 대학교
- 노스다코타 대학교

## 같이 보기
- 미국의 대학 목록